# Hemeroblemma conficita
Hemeroblemma conficita là một loài bướm đêm trong họ Erebidae.